# Нижняя Печеньга (приток Кубены)
Нижняя Печеньга — река в России, протекает в Вожегодском районе Вологодской области. Устье реки находится в 237 км по правому берегу реки Кубена. Длина реки составляет 16 км.
Нижняя Печеньга берёт исток на Верхневажской возвышенности в лесном массиве в 27 км к юго-востоку от райцентра — посёлка Вожега. Неподалёку от её истока находится исток Вожеги, здесь проходит водораздел между бассейнами Северной Двины и Онеги. Река течёт на север по ненаселённому лесу, крупнейший приток — Задворница (правый). Впадает в Кубену 5 километрами выше посёлка Ючка. При впадении Нижней Печеньги в Кубену стоит деревня Хвостово (Сельское поселение Ючкинское).

## Данные водного реестра
По данным государственного водного реестра России относится к Двинско-Печорскому бассейновому округу, водохозяйственный участок реки — озеро Кубенское и реки Сухона от истока до Кубенского гидроузла, речной подбассейн реки — Сухона. Речной бассейн реки — Северная Двина.
По данным геоинформационной системы водохозяйственного районирования территории РФ, подготовленной Федеральным агентством водных ресурсов:
- Код водного объекта в государственном водном реестре — 03020100112103000005412
- Код по гидрологической изученности (ГИ) — 103000541
- Код бассейна — 03.02.01.001
- Номер тома по ГИ — 03
- Выпуск по ГИ — 0